# Albert Batteux
Albert Batteux (2 de juliol de 1919 - 28 de febrer de 2003) fou un futbolista i entrenador de futbol francès.
És l'entrenador més reeixit de la història de la Ligue 1, havent guanyat vuit títols nacionals amb el Reims i l'AS Saint-Étienne a nivell de clubs, a més d'haver arribat dues vegades a la final de la Copa d'Europa amb el Reims, els anys 1956, i 1959, les dues perdudes contra el Reial Madrid.
També va liderar la França fins a un tercer lloc a la Copa del Món de la FIFA de 1958 a nivell internacional.

## Selecció de França
Va formar part de l'equip francès a la Copa del Món de 1958 com a entrenador.